# 艾因邁蘭
36°09′46″N 0°58′14″E / 36.16278°N 0.97056°E

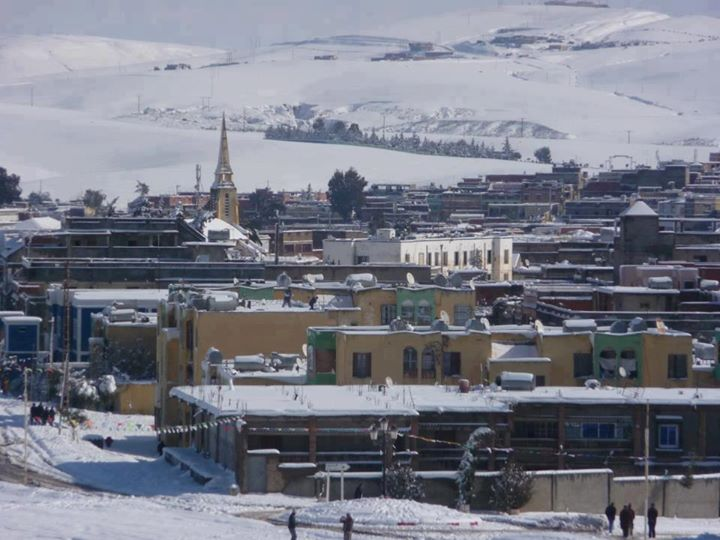
艾因邁蘭

艾因邁蘭（阿拉伯语：‎），是阿爾及利亞的城鎮，位於該國北部，由謝里夫省負責管轄，面積123平方公里，2008年該城鎮人口51,326，人口密度每平方公里417人。